# Укупник Аркадій Семенович
Арка́дій Семе́нович Уку́пник (* 18 лютого 1953, Кам'янець-Подільський, Хмельницька область, Українська РСР, СРСР) — російський та радянський композитор і співак, актор, продюсер групи "Кар-Мен". Заслужений артист Росії(2004).

## Біографія
Народився 18 лютого 1953 року у місті Кам'янець-Подільський Кам'янець-Подільської (нині Хмельницької) області Української РСР.
Навчався з 6 років у Кам'янець-Подільській міській дитячій музичній школі (клас скрипки), середніх школах № 8 (8 класів) і № 15 (спеціальний клас із математичним нахилом). У 1970 вступив до Московського вищого технічного училища імені Баумана на спеціальність «Обладнання та технологія зварювального виробництва» (кафедра АМ-7). Закінчив МВТУ ім. Баумана (1971—1976; фах)— автоматизація та механізація зварювального виробництва). Пізніше закінчив Московське обласне музичне (Царицинське) училище за класом бас-гітари.
З 1972 по 1978 грав у джаз-ансамблі під керівництвом Ігоря Брюта, ансамблі «Магістраль» під управлінням Юрія Антонова, ансамблі під управлінням Стаса Наміна, оркестрі Леоніда Утьосова та групі «Джаз-Атака».
З 1978 по 1983 р. Укупник працював у Камерному єврейському музичному театрі, грав на бас-гітарі, практикувався там як актор. Співав на ідиш у спектаклі-мюзиклі «Чорна вуздечка для білої кобилиці» Юрія Шерлінга, там же співала Лариса Долина у дуеті з чорношкірим співаком Вейландом Родом.
У 1983 році Укупник розпочав композиторську діяльність піснею «Горобинове намисто» для Ірини Понаровської. Популярність йому принесла робота з Ларисою Доліною, Володимиром Пресняковим (молодшим), Крістіною Орбакайте. Писав пісні для Алли Пугачової, Філіпа Кіркорова, Наталії Ветлицької, Тетяни Овсієнко. Співпрацював із Владом Сташевським, Вадимом Казаченком, Любов'ю Успенською, Михайлом Шуфутинським.
У 1982 році почав кар'єру співака, але став відомим лише у 1990-ті роки. Постійний учасник програми «Різдвяні зустрічі» Алли Пугачової, вперше з'явився у ній 1991 року з піснею «Фієста». Пугачова попросила перукаря завив йому волосся, порадила Укупнику надіти окуляри. Серед хітів у власному виконанні: «Я на тобі ніколи не одружуся», «Маргаритка», «Петроха», «Сім-Сім, відкрийся», «Балада про Штірліца», «Сум», «Маестро джаз» та ін.
Продюсував гурт «Кар-Мен».